# Simone Assemani
Simone Assemani, född den 19 februari 1752 i Rom, död den 7 april 1821 i Padua, var en Italiensk orientalist, brorsons son till Giuseppe Simone Assemani.

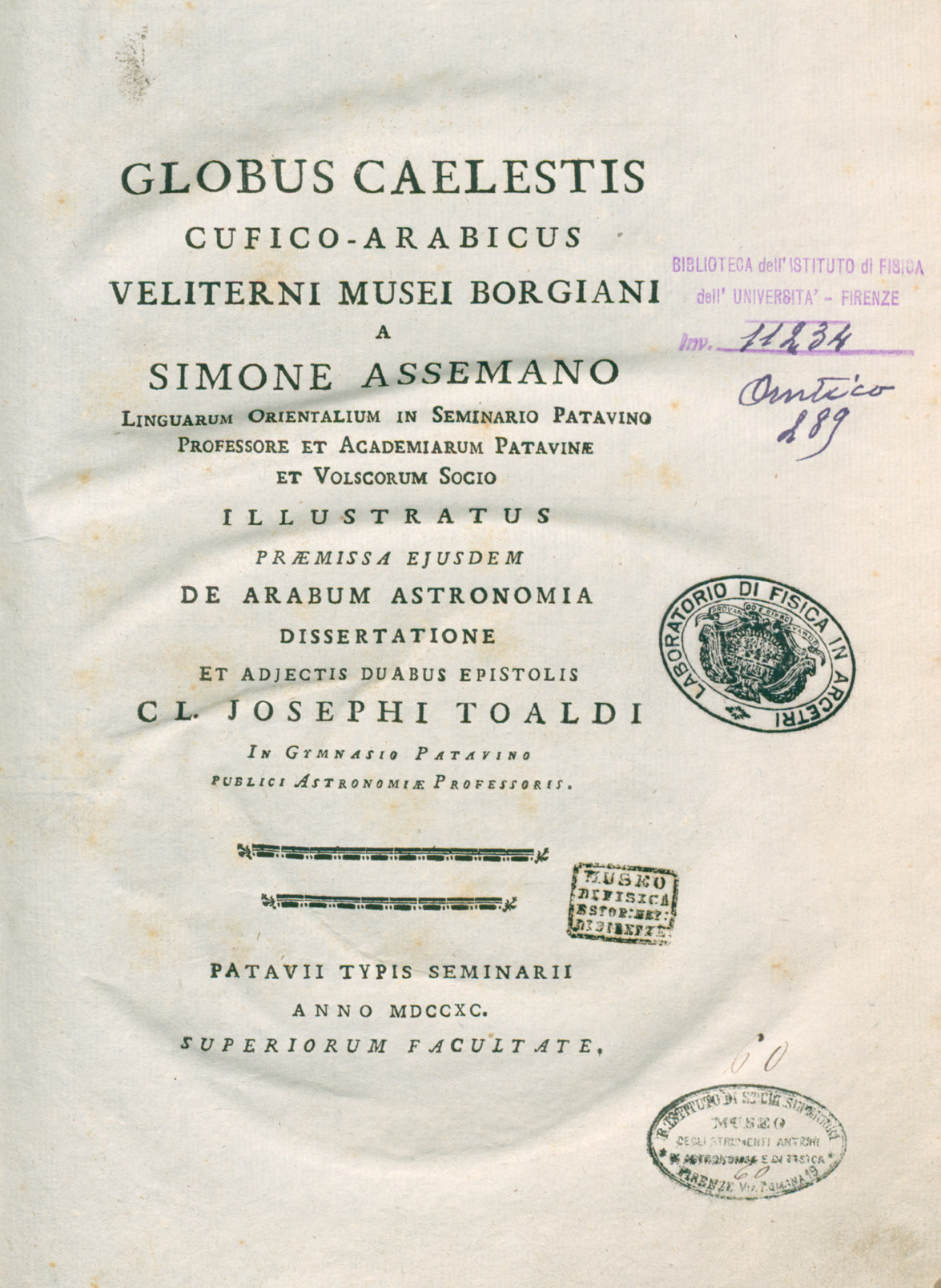
Globus caelestis Cufico-Arabicus Veliterni musei Borgiani, 1790

Assemani, som var professor i österländska språk vid universitetet i Padua, utgav Saggio storico sull’ origine... degli arabi avanti Maometto (1787), Catalogo dei codici orientali della biblioteca naniana (1787–92) med flera verk.